# Aglandzia
Aglandzia (gr.: Αγλαντζιά) – przedmieścia Nikozji i jedna z gmin (gr.: Δήμος) dystryktu Nikozja. Populacja wynosi 19000 mieszkańców (2001).
Gmina w części kontrolowana przez Cypr Północny.

## Współpraca
- Azow, Rosja
- Kalamata, Grecja
- Zografu, Grecja